# Ecuadorianische Fußballnationalmannschaft (U-20-Männer)
Die ecuadorianische U-20-Fußballnationalmannschaft ist eine Auswahlmannschaft ecuadorianischer Fußballspieler. Sie unterliegt der Federación Ecuatoriana de Fútbol und repräsentiert sie international auf U-20-Ebene, etwa in Freundschaftsspielen gegen die Auswahlmannschaften anderer nationaler Verbände oder bei der U-20-Südamerikameisterschaft und der U-20-Weltmeisterschaft.
Die Mannschaft qualifizierte sich 2001 und 2011 für die WM und schied jeweils im Achtelfinale aus. 2017 war in der Vorrunde Schluss.
Bei Südamerikameisterschaften gewann Ecuador im Februar 2019 erstmals den Titel. Zwei Jahre zuvor hatte Ecuador den zweiten Platz erreicht und vorher dreimal den vierten Platz (1992, 1995 und 2011).

## Teilnahme an U-20-Fußball-Weltmeisterschaften
| 1977 | nicht qualifiziert |
| 1979 | nicht qualifiziert |
| 1981 | nicht qualifiziert |
| 1983 | nicht qualifiziert |
| 1985 | nicht qualifiziert |
| 1987 | nicht qualifiziert |
| 1989 | nicht qualifiziert |
| 1991 | nicht qualifiziert |
| 1993 | nicht qualifiziert |
| 1995 | nicht qualifiziert |
| 1997 | nicht qualifiziert |
| 1999 | nicht qualifiziert |
| 2001 | Achtelfinale       |
| 2003 | nicht qualifiziert |
| 2005 | nicht qualifiziert |
| 2007 | nicht qualifiziert |
| 2009 | nicht qualifiziert |
| 2011 | Achtelfinale       |
| 2013 | nicht qualifiziert |
| 2015 | nicht qualifiziert |
| 2017 | Vorrunde           |
| 2019 | 3. Platz           |
| 2021 | abgesagt           |
| 2023 | Achtelfinale       |
| 2025 | nicht qualifiziert |

## Teilnahme an U-20-Fußball-Südamerikameisterschaften
| 1954 | Vorrunde           |
| 1958 | nicht teilgenommen |
| 1964 | nicht teilgenommen |
| 1967 | Vorrunde           |
| 1971 | nicht teilgenommen |
| 1974 | Vorrunde           |
| 1975 | nicht teilgenommen |
| 1977 | nicht teilgenommen |
| 1979 | Vorrunde           |
| 1981 | Vorrunde           |
| 1983 | Vorrunde           |
| 1985 | Vorrunde           |
| 1987 | Vorrunde           |
| 1988 | Vorrunde           |
| 1991 | Vorrunde           |
| 1992 | 4. Platz           |
| 1995 | 4. Platz           |
| 1997 | Vorrunde           |
| 1999 | Vorrunde           |
| 2001 | 5. Platz           |
| 2003 | 6. Platz           |
| 2005 | Vorrunde           |
| 2007 | Vorrunde           |
| 2009 | Vorrunde           |
| 2011 | 4. Platz           |
| 2013 | 6. Platz           |
| 2015 | Vorrunde           |
| 2017 | 2. Platz           |
| 2019 | Sieger             |
| 2023 | 4. Platz           |
| 2025 | Vorrunde           |